# Selaginella polyptera
Selaginella polyptera är en mosslummerväxtart som beskrevs av Valdespino. Selaginella polyptera ingår i släktet mosslumrar, och familjen mosslummerväxter. Inga underarter finns listade i Catalogue of Life.